# Типпетт, Майкл
Майкл Типпетт (англ. Michael Kemp Tippett, 2 января 1905, Лондон — 8 января 1998, Лондон) — один из крупнейших британских композиторов XX века. До 1950-х годов был более известен как дирижёр. Энтузиаст музыки английского Возрождения и барокко, способствовал возрождению интереса к музыкальному наследию Пёрселла.

## Биография
Учился в лондонском Королевском музыкальном колледже, а также в музыкальной школе Марлборо. Дирижёрское искусство изучал у Адриана Боулта и Малкольма Сарджента. Испытал влияние английской музыки XVI-XVII веков, блюза и модернизма (Стравинский, Барток). Одним из первых пропагандировал аутентичное исполнительство старинной музыки.
В 1930-х годах увлёкся левыми идеями и вступил в Коммунистическую партию; после 1935 года был близок к троцкистам, потом заинтересовался юнговским психоанализом. Со школьных лет испытывал проблемы из-за своей гомосексуальности, безуспешно пытался «лечиться» у психоаналитиков; после 1941 года долгое время состоял в отношениях с художником Карлом Хокером.
За пацифистские выступления и отказ от военной службы был подвергнут в 1943 году трехмесячному тюремному заключению. После окончания Второй мировой войны много времени проводил в путешествиях по США, Африке и Австралии. Обратив внимание на необычно высокий голос Альфреда Деллера, открыл ему дорогу на концертную сцену, что привлекло интерес музыкальной общественности к контратенорам в целом и вернуло из забвения оперы Пёрселла.
Как композитор получил признание в 1955 году после премьеры оперы «Свадьба в летнюю ночь», главную партию в которой исполнила Джоан Сазерленд. В 1970—1974 годах руководил музыкальным фестивалем в Бате.

## Творчество
Как композитор сложился поздно и, следуя модели Юнга, старался не сглаживать, а подчёркивать контрасты: архаичные модальные гармонии соседствуют у него с резкими диссонансами, полифонические линии — с джазовыми ритмами, а тексты (в операх и вокальных циклах) сочетают мифологию, поэзию и социальные манифесты. Музыка Типпетта порой трудна для восприятия из-за ритмической изощрённости и плотной фактуры.
Среди первых значительных произведений — соната-фантазия для фортепиано и принесший ему успех концерт в стиле Г. Ф. Генделя. Сам писал либретто для своих опер.

## Произведения

### Оперы
- Свадьба в Иванов день[англ.] (1955)
- King Priam (1961)
- Knot Garden (1970)
- The Ice Break (1973—1976)
- New Year (1986—1988)

### Хоровые и вокальные сочинения
- A Child Of Our Time (оратория, 1939—1941)
- The Heart’s Assurance (тенор и фортепьяно, 1951)
- Crown of the Year (кантата, 1958)
- Songs for Ariel (высокий голос и фортепьяно, 1962)
- The Vision of Saint Augustine (баритон, хор и оркестр, 1963—1965)
- The Shires Suite (оркестр и хор, 1965—1970)
- The Mask of Time (оратория, 1980—1982)

### Оркестровые сочинения
- 4 Sinfonies (1944—1945; 1958; 1972; 1978)
- Concerto for Double String Orchestra (1938—1939)
- Suite in D (на рождение принца Чарльза, 1948)
- Fantasia Concertante on a Theme of Corelli (струнный оркестр, 1953)
- Divertimento on Sellinger’s Round (камерный окрестр, 1953—1954)
- Concerto for Orchestra (1962—1963)
- Triple Concerto for violine, viola, cello and orchestra (1978—1979)
- New Year Suite for Orchestra (1989)
- The Rose Lake (1991—1993)

### Камерные и инструментальные сочинения
- 5 String Quartets (1934—1935; 1941—1942; 1945—1946; 1977—1978; 1990—1991)
- 4 Piano Sonatas (1936—1937; 1962; 1972—1973; 1983—1984)
- Sonata for Four Horns (1955)
- The Blue Guitar (для гитары, 1982—1983)
- Preludio al Vespro di Monteverdi (для органа, 1946)

### Литературные сочинения
- Music of the angels: essays and sketchbooks of Michael Tippett/ Ed. by M.Bowen. London: Eulenburg Books, 1980
- Those Twentieth Century Blues. London: Hutchinson, 1991 (автобиография)

## О композиторе
- Ковнацкая Л.Г. Английская музыка XX века (истоки и этапы развития): Очерки.М.: Советский композитор, 1986., с.169-202.
- Ковнацкая Л. Г. Майкл Типпетт и его опера «Царь Приам» // В сборнике: Очерки по истории зарубежной музыки XX века. Ленинградская ордена Ленина государственная консерватория имени Н. А. Римского-Корсакова. Ленинград, 1983. С. 40-58.
- Bowen M. Michael Tippett. London: Robson Books, 1982
- Clarke D. The music and thought of Michael Tippett: modern times and metaphysics. New York: Cambridge UP, 2001
- Robinson S. Michael Tippett: music and literature. Aldershot: Burlington, 2002.
- Heberle J.-Ph. Michael Tippett, ou, l’expression de la dualité en mots et en notes. Paris: Harmattan, 2006